# 腰帯

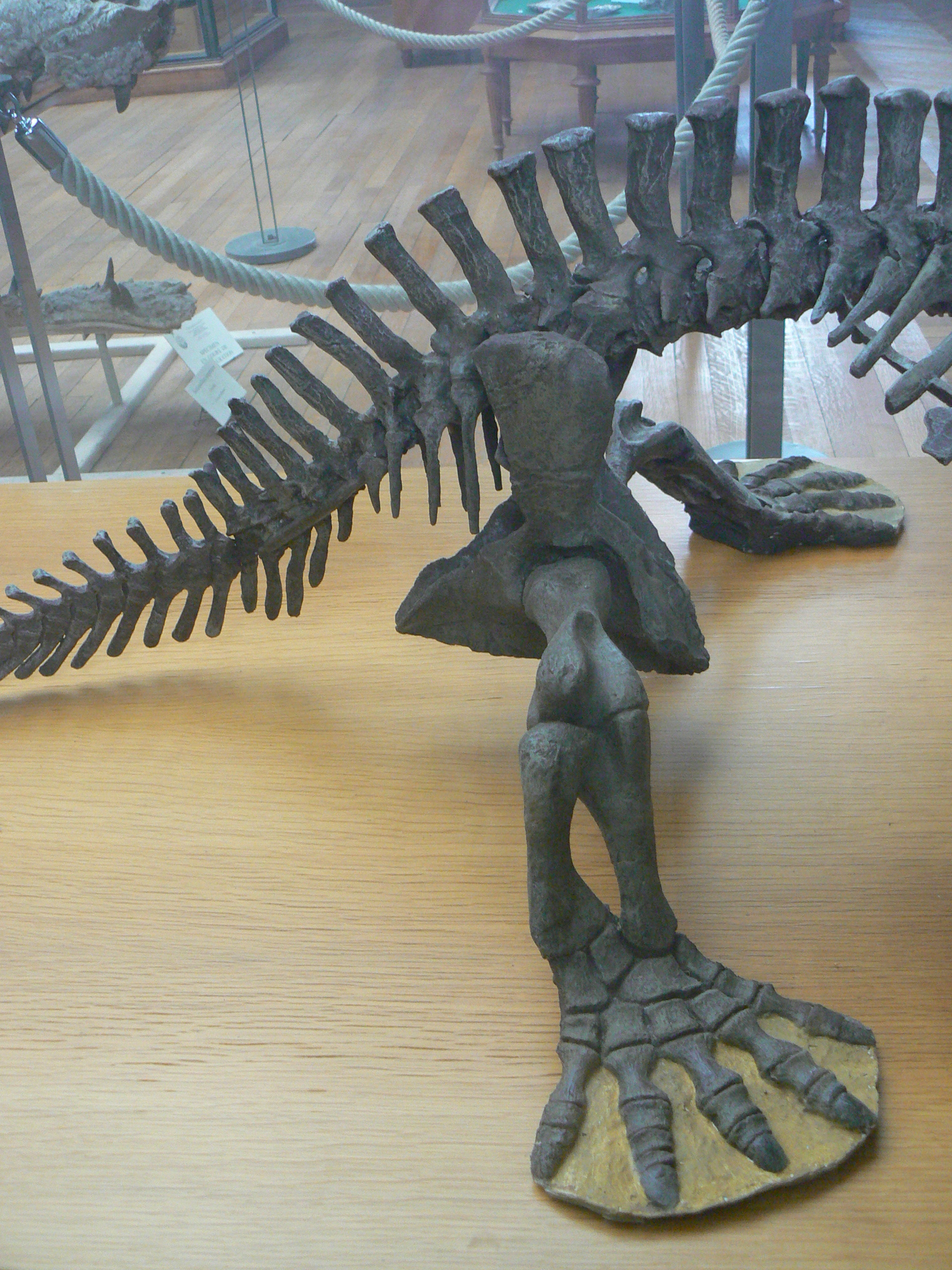
ペルム紀の両生類エリオプスの腰帯

腰帯（ようたい、英: pelvic girdle、羅: cingulum lumbale）は、脊椎動物の後肢の基部となる肢帯である。後肢帯 (hind limb girdle)、下肢帯 (lower limb girdle) 、骨盤帯とも呼ばれる。

## 構成
腰帯は基本的に以下の3種の骨から形成される。これらは全て内骨格性骨格である。
- 腸骨：ilium
- 恥骨：pubis
- 坐骨：ischium

この三者が癒合したものを寛骨と呼ぶこともあり、骨盤と同じものと考えておおよそ間違いはない。肩帯はその構成する骨の多様性が大きく、群によってかなり異なる事が多いのに対し、腰帯はその進化上の始まりから、どの動物群においてもこの3種の骨で形成されていることにほとんど変化がない。肩帯のような構成骨数の増減もまれで、地中生活・水中生活などに対応して腰帯自体が退化している動物を除くと、ほぼ全ての動物にこの3種の骨が揃っている。ただし一部の動物で、恥骨の前方に前恥骨 (prepubis) と呼ばれる骨要素が現れることがある。
腸骨は腰帯の背部をしめる要素であり、恥骨は腰帯の腹側前方、坐骨は腰帯の腹側後方をしめ、三者の交点に寛骨臼（大腿骨の関節窩）が位置するのが通常である。腸骨は仙部肋骨を介して椎骨と結合する。大腿骨から関節窩を経て腰帯に伝えられた荷重は腸骨・椎骨間の結合によって体幹に伝わる。腰帯の腹側では左右の恥骨・坐骨が結合して、全体として腰帯は環状になっていることが多い。環状になっている場合、消化系・泌尿生殖系はこの環を通って後方に開口する。哺乳類の陰茎のように、かなり前方に開口しているように見える場合でも、実際の尿管・生殖管は後方の骨盤開口部から前方に大きく迂回している。

## 腰帯の進化
同じ肢帯である肩帯に比して腰帯の進化は遅かった。しかし、四肢動物において一旦基本構成が確立すると、骨盤全体の形状としての変異は大きいものの、その後の変化は肩帯と比べて少ない。

### 魚類
肩帯と異なり、腰帯は魚類段階ではほとんど発達していない。基本的には腹鰭の基部となる対を成す小骨であり、現生の軟骨魚類では左右が癒合して単一骨になっている。腰帯が左右の細長い小骨からなるという状態は、総鰭類においても変化はなかった。エウステノプテロンなどでは現在の自由肢を構成する骨と相同な骨が胸鰭・腹鰭ともにその中に既に確認でき、肩帯もその後の四肢動物の肩帯の構成骨と対応する骨を見て取れるが、腰帯はいまだただの小骨でしかない。

### 両生類
魚類段階ではただ腹鰭の支持基部であれば良かった腰帯であるが、両生類として四肢を持ち陸上に進出するにあたって、四肢から伝わる荷重を体幹に伝達して体重を支える役目を負うことになった。

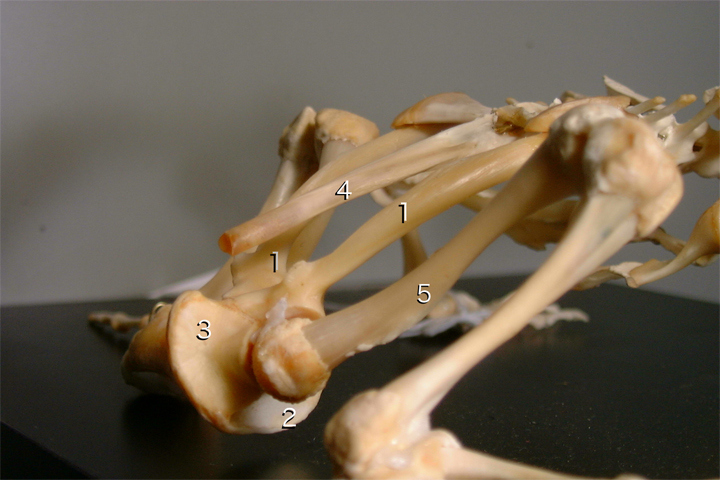
ヒキガエルの腰帯
1.腸骨　2.軟骨性の恥骨　3.坐骨　4.尾骨　5.大腿骨

そのため、腰帯は背則に突起をのばし、椎骨の一つと肋骨を介して結合した。これ以降この腸骨と結合した椎骨を仙椎と呼び、その後方の椎骨が尾椎、その前方が胸胴椎となる。いわば腰帯の形成によって初めて"尾"と"胴体"が区別されたのである。おそらくこれとほぼ同時に一個だった腰帯の構成骨が三個になったと思われる。最古の四肢動物の一つと目されるイクチオステガの段階でも既に四肢動物として完成した腰帯を見ることが出来る。
このとき完成した腰帯の基本形は、横から見ると三角形をなしており（冒頭のエリオプスの腰帯写真参照）、背部を腸骨が、前下方を恥骨が、後下方を坐骨が占めている。これは後に爬虫類となってもその基本形はだいたい同じだった。
しかしながら、現生両生類の腰帯はその基本形から離れており、特に無尾目の腰帯はかなり特殊化を遂げている。無尾目は跳躍に適応し脊柱が短くなっており、その代わりに腸骨は前後に長く伸張し、前端で仙椎と、後端で恥骨・坐骨と癒合する。腸骨の後端、恥骨、坐骨で形成される寛骨臼部分は、左右に扁平な円盤を成している。現生の無尾目・有尾目ともに恥骨は軟骨であり骨化しない。

### 爬虫類
原始的な爬虫類の腰帯は前述の通り両生類のものと大きく変わらない。しかしその後、腸骨が広くなって筋肉の付着面を増やすと共に、腸骨と結合する仙椎の数が二個以上に増加している。またその後、恥骨と坐骨の間に間隙が形成され、先端部で恥骨と坐骨が分離することが多くなる。
恐竜類などでは寛骨臼の底に穴が開き、左右が貫通している。さらに腸骨が前後に更に伸張し、脊椎との接合面と後肢を動かす強大な筋肉の付着面の増加に役立っている。
一方、単弓類の獣弓類では、恥骨・坐骨部にあった体肢の筋肉を支配する神経が通る穴である閉鎖管孔が拡大し、恥骨と坐骨の間に窓を形成し始めている。これは哺乳類における閉鎖孔と相同の孔だと考えられている。
恐竜と同じく主竜類である翼竜類は、他の爬虫類にはない前恥骨を持つことで特筆される。翼竜の前恥骨は形状は種によって様々だが、嘴口竜亜目の前恥骨は細長い桿状で、翼指竜亜目の前恥骨は扇のように先端が広がった物を持っている。その役割はよくわかっていないが、腹腔の保持に役立っていたのではないかと考えられている。

### 鳥類

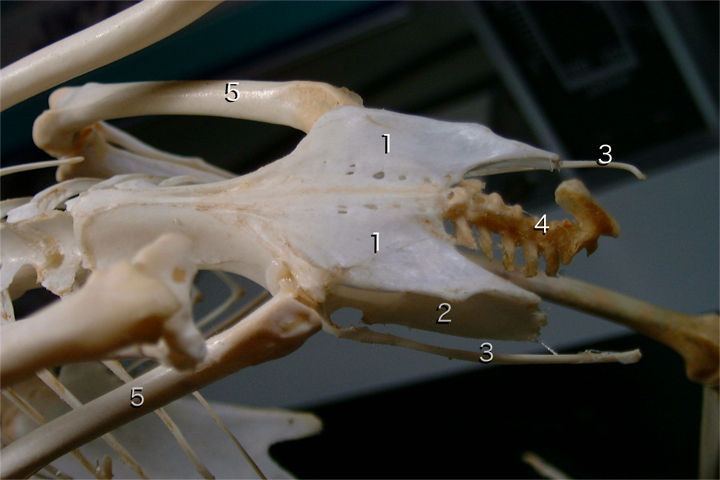
ゴイサギの腰帯
1.腸骨　2.坐骨　3.恥骨　4.尾椎　5.大腿骨

鳥類の腰帯はその祖先である獣脚類の特徴を受け継いでおり、寛骨臼が貫通している。腸骨は獣脚類よりも更に前後に伸張し、腸骨・恥骨・坐骨の縫合線もほとんど確認できないほど各要素は癒合している。
左右の恥骨と坐骨はダチョウの恥骨先端とレアの坐骨先端以外の全ての現生鳥類で大きく離れており、他の動物のように腰帯が環を形成してはいない。これは、比較的大型でかつ卵殻が石灰質で柔らかくない鳥類の卵の産卵のためだと一般的には考えられている。
腰帯の腹側の結合は無くなったが、伸張した腸骨が多くの椎骨と癒合することで全体的な強度は低下していない。腸骨と結合する仙椎は20個を超える場合があり、脊椎動物の中でも最多である。

### 哺乳類

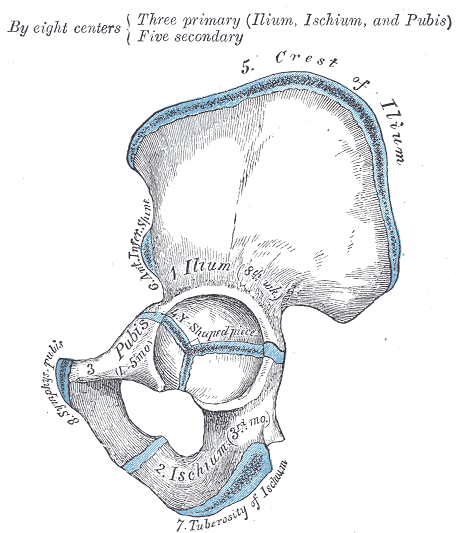
左から見たヒトの腰帯

単弓類から哺乳類に進化する当たって、元来背則にあった腸骨が前方に伸び、恥骨は下方に、坐骨は後方に移動し、全体として前後に細長くなった。通常、恥骨と坐骨は一旦前後に分かれた後、先端部で再度結合する。それにより恥骨と坐骨の間に開口している孔は閉鎖孔と呼ばれる。左右の腰帯要素の腹側の結合は恥骨で行われ、これを恥骨結合と呼ぶ。骨盤開口部は、胎生という生殖様式に応じてメスの方が大きくなっていることがある。
単孔類と有袋類には前恥骨が存在する。他にこの前恥骨を持つのは前述の翼竜類だが、哺乳類の先祖の単弓類にも翼竜の先祖の主竜類にもこの骨は存在しないことから、お互い独立に獲得した物と考えられる。その機能が明確でないことは翼竜類と同様だが、哺乳類が持つ前恥骨は体腔や育児嚢の保持に役立っているのではないかとも推測されているため、袋骨 (marsupial bone) と呼ばれることがある。ただし、この袋骨はメスだけでなく育児嚢を持たないオスも持つので、その名称から誤解しないように注意が必要である。
哺乳類の特徴である前後に伸びた腸骨は、ヒトにおいては二次的に再度短縮しており、内臓を下から保持するバスケットにたとえられる形状に変化している。これは直立二足歩行に関連して適応したものと考えられており、大腿骨の形状と合わせて人類の祖先化石が発見された際に直立二足歩行できたかどうかを判断する指標にもなっている。